# David Destorme
David Destorme (30 augustus 1979) is een Belgisch voetbalcoach en voormalig voetballer.

## Carrière
In 2007, op zijn 28ste, speelde Destorme voor de eerste keer in Eerste klasse. Na een tweede sterk seizoen in de eerste klasse waarin hij elf keer voor FCV Dender EH wist te scoren, ondertekende hij een contract bij KV Mechelen. Op 9 februari 2014 was hij betrokken bij een eenzijdig verkeersongeval waarna hij moet vrezen voor zijn loopbaan.
In 2015 begon hij met het trainen van de beloften van Waasland-Beveren, naast zijn profcarrière bij de eerste ploeg. Op 30 maart 2016 kondigde Waasland-Beveren aan dat Destorme met onmiddellijke ingang stopte met voetballen. Op het einde van het seizoen nam hij ook afscheid van de club als beloftentrainer.
Begin 2017 sloot Destorme zich aan bij FC Axel, de club van zijn woonplaats Axel.
In januari 2019 ging Destorme aan de slag als assistent van zijn landgenoot Hugo Vandenheede bij zijn ex-club HSV Hoek. Toen Vandenheede in augustus 2019 opstapte, nam Destorme tijdelijk over. Destorme leidde Hoek naar oefenzeges tegen Knokke FC en Mandel United. Toen Hoek met Lieven Gevaert een nieuwe trainer aanstelde, nam Destorme afscheid van de club.
In december 2019 raakte bekend dat Destorme vanaf de jaarwisseling aan de slag zou gaan als trainer van VV Terneuzen, een club uit de Derde klasse. Na zijn door de coronapandemie ingekorte eerste halve seizoen wilde Destorme er om privéredenen de brui aan geven, maar daar kwam hij uiteindelijk op terug. In januari 2021 raakte bekend dat Destorme na afloop van het seizoen 2020/21 zou overstappen naar zijn ex-club FC Axel.
In het seizoen 2021/22 eindigde Axel onder Destorme, die met Kieran O’Shea een oude bekende in zijn technische staf had, negende in de Tweede klasse. In december 2022 raakte bekend dat Destorme op het einde van het seizoen 2022/23 zou stoppen als trainer van Axel. Uiteindelijk stapte Destorme in januari 2023 al op.

## Statistieken
| Seizoen         | Club               | Competitie         | Competitie | Competitie | Play-offs | Play-offs | Beker | Beker | Totaal | Totaal |
| Seizoen         | Club               | Competitie         | Wed.       | Dlp.       | Wed.      | Dlp.      | Wed.  | Dlp.  | Wed.   | Dlp.   |
| --------------- | ------------------ | ------------------ | ---------- | ---------- | --------- | --------- | ----- | ----- | ------ | ------ |
| 1999/00         | KSK Lovendegem     | Vierde klasse      | 25         | 5          | nvt       | nvt       | 0     | 0     | 25     | 5      |
| 2000/01         | KFC Evergem-Center | Vierde klasse      | 0          | 0          | nvt       | nvt       | 0     | 0     | 0      | 0      |
| 2001/02         | KFC Evergem-Center | Vierde klasse      | 0          | 0          | nvt       | nvt       | 0     | 0     | 0      | 0      |
| 2002/03         | KFC Evergem-Center | Vierde klasse      | 28         | 7          | nvt       | nvt       | 0     | 0     | 28     | 7      |
| 2003/04         | KFC Evergem-Center | Vierde klasse      | 27         | 12         | nvt       | nvt       | 0     | 0     | 27     | 12     |
| 2004/05         | HSV Hoek           | Hoofdklasse B      | ?          | ?          | nvt       | nvt       | 0     | 0     | ?      | ?      |
| 2005/06         | HSV Hoek           | Hoofdklasse B      | ?          | ?          | nvt       | nvt       | 0     | 0     | ?      | ?      |
| 2006/07         | FCV Dender EH      | Tweede klasse      | 22         | 5          | nvt       | nvt       | 1     | 0     | 23     | 5      |
| 2007/08         | FCV Dender EH      | Jupiler Pro League | 15         | 3          | nvt       | nvt       | 2     | 1     | 17     | 4      |
| 2008/09         | FCV Dender EH      | Jupiler Pro League | 33         | 11         | nvt       | nvt       | 2     | 3     | 35     | 14     |
| 2009/10         | KV Mechelen        | Jupiler Pro League | 25         | 7          | 6         | 0         | 5     | 0     | 36     | 7      |
| 2010/11         | KV Mechelen        | Jupiler Pro League | 20         | 4          | 5         | 1         | 4     | 1     | 29     | 6      |
| 2011/12         | KV Mechelen        | Jupiler Pro League | 27         | 4          | 5         | 0         | 1     | 0     | 33     | 4      |
| 2012/13         | KV Mechelen        | Jupiler Pro League | 26         | 4          | 5         | 0         | 2     | 1     | 33     | 5      |
| 2013/14         | KV Mechelen        | Jupiler Pro League | 23         | 6          | 0         | 0         | 0     | 0     | 23     | 6      |
| 2014/15         | → Waasland Beveren | Jupiler Pro League | 25         | 4          | 4         | 1         | 1     | 0     | 24     | 4      |
| 2015/16         | Waasland Beveren   | Jupiler Pro League | 6          | 0          | 0         | 0         | 1     | 0     | 7      | 0      |
| Carrière totaal | Carrière totaal    | Carrière totaal    | 296        | 71         | 25        | 2         | 19    | 6     | 340    | 79     |

Bron: sport.be - sporza.be